# Свети Лука (Неред)
„Свети Лука“ (на гръцки: Αγίου Λουκά) е православна манастирска църква край леринското село Неред (Полипотамо), Гърция, част от Леринската, Преспанска и Еордейска епархия на Вселенската патриаршия, под управлението на Църквата на Гърция.
Манастирът е разположен на 2 km северозападно от селото в полите на Вич. Основан е в 1912 година от Нередската българска община и заедно с Айтоския манастир „Свети Архангели“ и „Свети Георги“ в Арменско е един от трите български екзархийски манастира в Леринско. На мястото на манастира е имало аязмо и е намерена икона. Георги Трайчев пише за основаването на манастира:
| „ | Селото Неретъ брои 470 кѫщи, от които 380 чисто български, а останилитѣ – патриаршистки. Двете селски църкви св. Атанас и св. Никола се владѣеха отъ гъркоманитѣ, като въ едната се черкуваха поред – (мунавебе). За да иматъ свой храмъ българитѣ, намисляватъ да си построятъ отдѣлна църква. Дава имъ се идея новата църква да бѫде при „аязмото“, което се тачи и почита отъ населението, като мѣсто свято и цѣрително. Инициаторъ на тая идея е Василъ Трифоновъ, секретарь на бълг. митрополия. „Аязмото“ се именува „св. Лука“, затуй и манастирския храм се посвѣтява на името на тоя светец. Бидейки аязмото много популярно, манастира става в скоро време твърде известен. Построяватъ се и нѣкои сгради около църквата. Властьта дава и надлежния ферманъ за новия манастир на името на бълг. Екзархъ. Първиятъ егуменъ е билъ Игнати Стасевъ. Балканската война завари новия манастиръ не напълно още развитъ. | “ |